# Vincent Jansz van der Vinne

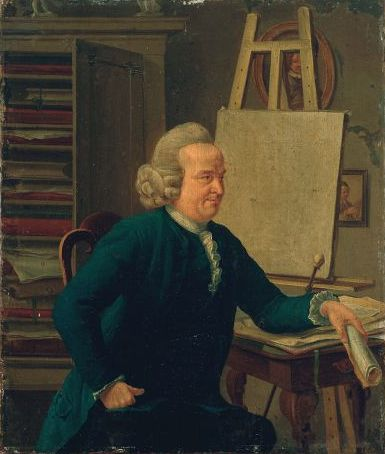
Autoritratto

Vincent Jansz van der Vinne (Haarlem, 1736 – Haarlem, 1811) è stato un pittore olandese pronipote di Vincent van der Vinne.

## Biografia
Secondo l'Istituto per la Storia dell'Arte Olandese (Netherlands Institute for Art History - RKD) fu allievo presso il padre Jan Laurentsz van der Vinne, che dipingeva pitture botaniche di fiori per i coltivatori di bulbi ad Haarlem. Fece parte della Corporazione di San Luca di Haarlem dal 1754. Divenne famoso per i paesaggi in stile italiano e le nature morte di fiori, ed oltre a questo si dedicò anche alla creazione di cartoni per arazzi. Fu il primo curatore del nuovo Museo Teyler nel periodo 1778-1785, ma lasciò la posizione dopo una discussione con Martin van Marum; il suo incarico fu quindi ricoperto da Wybrand Hendriks.